# Мактан
Мактан — невеликий густонаселений острів, розташований в декількох кілометрах на схід від острова Себу на Філіппінах. Острів адміністративно належить до провінції Себу. На острові розташовані місто Лапу-Лапу та муніципалітет Кордова. Острів Мактан з'єднаний з островом Себу двома мостами. Площа острова становить 65 км2. Тут проживає понад 430 000 осіб, що робить його найбільш густонаселеним островом Філіппін.
На острові розташований міжнародний аеропорт Мактан-Себу. Крім того тут діє вільна економічна зона.
Будучи одним з основних туристичних місць Себу, острів Мактан може похвалитися різноманітною колекцією туристичних місць і пам'яток. Мактан пропонує одні з найкращих місць для дайвінгу, підводного плавання, водних лиж і вітрильного спорту.